# Smilax laurifolia
Smilax laurifolia es una especie de planta trepadora perteneciente a la familia  Smilacaceae, es originaria de Norteamérica. 

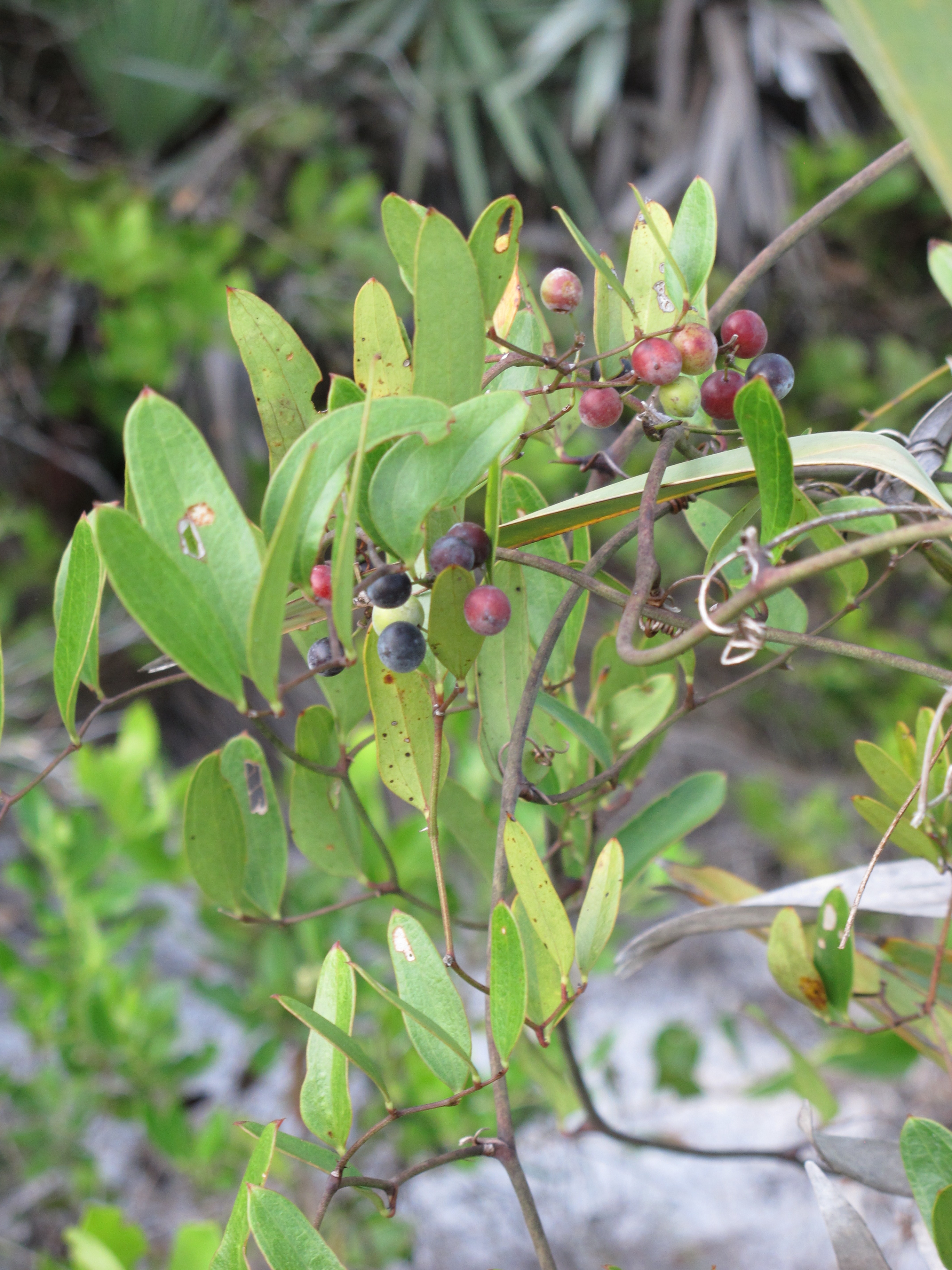
Vista de la planta

## Descripción
Es una enredadera leñosa que forma extensas colonias, con rizomas ramificados irregularmente, tuberosa. Tallos perennes,  cilíndricos, que alcanzan los 5 + m de longitud y 15 mm de diámetro, con espinas oscuras, planas, de 12 mm, rígidas. Las hojas son perennes, ± uniformemente dispuestas; con pecíolo 0.5-1.5 cm, el envés de color verde, secadas de color marrón claro a marrón verde, oblongo-elípticas, lanceadas-elípticas, o, a veces, lineales o ovadas en términos generales, coriáceas. Las inflorescencias en umbelas numerosos, axilares a las hojas, generalmente en ramas cortas, de 5-12 (-25) flores. El perianto amarillo, crema o blanco, los pétalos de 4-5 mm. Los frutos en forma de bayas ovoides, de 5-8 mm, de color negro brillante, glaucas. Los tallos de Smilax laurifolia están brutalmente armados de espinas.

## Distribución y hábitat
Se encuentra en bahías, pantanos, en los márgenes de los pantanos, orillas pantanosas; en Estados Unidos y  las Indias Occidentales (Bahamas, Cuba).

## Taxonomía
Smilax laurifolia fue descrita por Carlos Linneo y publicado en Species Plantarum 2: 1030, en el año 1753.
Etimología
Smilax: nombre genérico que recibe su nombre del mito griego de Crocus y la ninfa Smilax. Aunque este mito tiene numerosas formas, siempre gira en torno al amor frustrado y trágico de un hombre mortal que es convertido en una flor, y una ninfa del bosque que se transforma en una parra.
laurifolia: epíteto latíno que significa "con las hojas del laaurel".
Sinonimia
- Parillax laurifolia (L.) Raf.
- Smilax alba Pursh
- Smilax hastata var. lanceolata (L.) Pursh
- Smilax lanceolata L.
- Smilax laurifolia var. bupleurifolia A.DC.
- Smilax reticulata Desv.[4]